# Anna Snifs
Anna Snifs, även kallad Anna Peder Ericksson Snifs, född Anna Israelsdotter Bure, död i Gävle 6 mars 1675, var en svensk kvinna som blev avrättad för trolldom under det stora oväsendet. Hon var en av de som åtalades under häxprocessen i Gävle.
Anna Snifs anmäldes av en kvinna för att ha fört dennas dotter till Blåkulla. Brita Erik Lars i Hämblinge by vittnade om att hennes nittonåriga dotter Ingri på sin dödsbädd hade bekänt att hon blivit förd från gethuset till Blåkulla av Anna Snifs, som där hade misshandlat henne så svårt att hon blivit sjuk; hon hade avlidit åtta dagar senare. 
Anna Snifs nekade till anklagelserna "och låtsade gråta, men fällde ingen tår", vilket uppfattades som misstänkt av rätten, eftersom det sades att häxor inte kunde gråta. Hon förhördes sedan av rådman Dunder, som var hennes släkting. 
Den 12 februari bekände hon inför rätten, samtidigt som hon sades gråta äkta tårar. Hon bekände att hon två år tidigare hade fått besök i sin säng av en ryttare klädd i röda kläder med guldspetsar, som givit henne tio gulddukater som tack för den gästning han haft hos henne; hon förtydligade att hon 14 dagar tidigare haft besök av en regementsskrivare. Hon hade slängt bort dukaterna, och de hade sedan förvandlats till blod. Allt sedan dess sade hon sig ha plågats av onda drömmar om häxeri. Hon uppgav inför rätten att hon kände sig lättad efter sin bekännelse. 
Rätten gav henne tillstånd att i sin brors och sin släkting rådman Dunders sällskap att få gå hem, men förbjöds att falla i sömn, eftersom det kunde göra att hon än en gång hamnade i den ondes våld. Anna Snifs övertalades snart att bekänna samtliga anklagelser som barnen riktade mot henne. Hennes samarbetsvilja, bekännelse och ångerfullhet gjorde att rätten betraktade henne välvilligt. 
Hon dömdes 3 mars att till avrättning genom halshuggning, men som erkänsla för hennes frivilliga bekännelse och ånger, skulle hon inte brännas på bål efteråt, utan begravas på kyrkogården. 